# Elise Siemß
Elise Siemß (* 20. April 1876 in Sülze; † nach 1919) war eine deutsche Lehrerin und Politikerin.

## Leben
Siemß hatte ein Superintendenturexamen in der Evangelischen Kirche abgelegt und arbeitete an verschiedenen Schulen in Mecklenburg und Pommern als Dorfschullehrerin, zuletzt in Strelitz-Alt. 1919 wurde sie für die SPD als einzige Frau direkt in den ersten ordentlichen Landtag von Mecklenburg-Strelitz gewählt. Hier setzte sie sich insbesondere für die Belange der Volksschulen ein.